# 平政連
平 政連（たいら の まさつら、生没年不詳）は、鎌倉時代末期の幕府官僚。
1308年（徳治3年）8月、北条得宗家の内管領である長崎左衛門尉（長崎宗綱、長崎円喜などの説あり）に宛てて書かれた『平政連諫草』の筆者。同文書は北条貞時への諫言を目的として作られたものである。
『平政連諫草』では「筑前権守政連」と称している。その前後の経歴および家系は不詳。三浦氏とする説、中原氏とする説などがある。